# Miloš Obilić

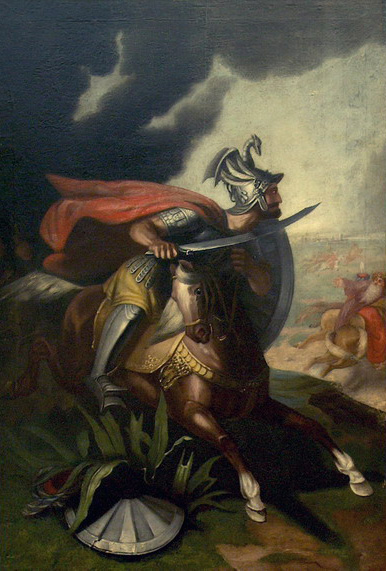
Aleksandar Dobrić: Miloš Obilić (1861)

Miloš Obilić (magyar átírással: Milos Obility, szerb cirill írással: Милош Обилић; szintén úgy is nevezik Miloš Kobilić vagy Miloš Kobilović), (? – 1389. június 15.), szerb népi eposzok és a szerb történelem hőse, aki 1389-ben a rigómezei csatában megölte a török szultánt, I. Murádot.

## Legenda
A szerb népi eposzokban Milošt hősként emlegetik, akinek természetfeletti ereje volt (édesanyja vagy édesapja sárkány volt, ő maga pedig kancatejből nyerte ereje jelentős részét). Kiváló lova volt, akinek neve Ždral.

## A rigómezei csatában
Lázár fejedelem oldalán harcolt a Marcia folyó völgyében 1371-ben, majd 1389-ben a rigómezei csatában. A csata a Julianus-naptár szerint június 15-én (Szent Vitus napján) (a ma Gergely-naptár szerint pedig június 28-án emlékeznek meg rá). A török táborba úgy hatolt be, hogy megadást színlelt (a lándzsája hegyét a föld felé fordítva tartva lovagolt). Ott közölte, hogy fel akarja venni az iszlám hitet, majd egy mérgezett tőrrel hasba szúrta a szultánt. A szultán meghalt, őt magát pedig lefejeztették. A szultán testét a katonái a sátorba rejtették, hogy a katonai morál ne csökkenjen, így a harcot sikerült megnyerniük. Miloš Obilić az egyetlen európai ember a történelem folyamán, aki megölt egy török szultánt. 1993-ban Szerb Köztársaságban létrehozták a Miloš Obilić-érdemrendet.